# Pierre aux Fées (Saint-Micaud)
La Pierre-aux-Fées, appelée aussi menhir de Saint-Micaud, est un menhir situé sur le territoire de la commune de Saint-Micaud, en Saône-et-Loire.

## Historique
La carte de Cassini représente deux pierres dressées dans le village de Saint-Micaud, distantes d'environ 5 m selon un axe à peu près nord-sud. L'une des deux fut renversée au début du XIXe siècle puis volontairement brisée et les fragments incorporés dans un bâtiment en construction. La seconde pierre s'écroule dans la nuit du 24 au 25 janvier 1871, à la suite d'un dégel, et est enfouie trois ans plus tard par le propriétaire du terrain dans une tranchée. En 1911, Victor Berthier, président de la Société d'histoire naturelle d'Autun et correspondant de la commission des monuments mégalithiques pour la Saône-et-Loire entreprend de la faire exhumer pour la relever. Selon la tradition orale conservée, la pierre comportait des gravures sur une face. Après exhumation, Berthier confirme l'existence de plusieurs gravures et en avertit Joseph Déchelette qui se rend sur place le 16 février 1911. Selon Déchelette, les gravures correspondent à un ensemble de dessins, assez naïfs mais intéressants, parmi lesquels il identifie un serpent cornu et un foudre de Jupiter. Il attribue l'ensemble à un culte gallo-romain dédié à Magna Mater, la déesse mère. Le 28 février 1911, avec l'aide de moyens techniques fournit par Eugène Schneider, le menhir est déplacé de 37 m plus à l'ouest et redressé en bord de route. 
Le menhir est classé au titre des monuments historiques depuis le 26 août 1928.

## Description
Le menhir est constitué d'un bloc d'arkose silicifié de 6,35 m de hauteur. Le bloc d'origine devait affleurer naturellement du sol avant son extraction et il a été érodé sur trois faces. La quatrième face a été régularisée par bouchardage hormis dans sa partie sommitale. La pierre pèse environ 15 tonnes.
La gravure serpentiforme mesure 4,20 m de long. Elle comporte huit ondulations devenant progressivement géométriques et s'achevant par un trident. A mi-hauteur du serpentiforme, on peut voir un cercle comportant des appendices. Sous le dessin serpentiforme, figurent plusieurs gravures visibles uniquement en lumière rasante : un genre de crosse, un dessin en forme de « U » et divers signes érodés. Le foudre décrit par Déchelette est constitué de deux tridents inversés reliés par une trait vertical supportant une forme sub-rectangulaire surmontée de crochets, l'ensemble étant interprété comme une figuration anthropomorphe très stylisée. 
Certains motifs (serpentiforme, signe en  « U », crosses) sont fréquents dans le mégalithisme atlantique mais le signe anthropomorphe est plus spécifique au sud de la France et le cercle pédonculé a été rapproché de « l'objet » propre au statues-menhirs du groupe rouergat. Le décor a été réalisé par piquetage, il est antérieur à l'utilisation d'outils métalliques. Par comparaison, les motifs communs avec le mégalithisme atlantique sont datés du Néolithique ancien mais le signe anthropomorphe est attribué au Néolithique moyen et « l'objet » au Néolithique final. 

## Folklore
Les traditions associés au menhir sont classiques et communes à d'autres mégalithes. Selon une tradition, les deux pierres correspondaient à un paysan et sa femme qui ne respectèrent pas le passage d'une procession solennelle et furent pétrifiés sur place pour les punir de leur impiété. Dans une seconde tradition, les pierres commémoraient la victoire d'un chef gaulois survenue dans un lieu voisin connu depuis sous le nom Les Combats, mais en réalité cette toponymie correspond à une déformation du mot « combes » désignant une dépression et jusqu'au XVIIIe siècle le hameau en question se nommait Les Combains. 